# 10-я стрелковая бригада (2-го формирования)
10-я отдельная стрелковая бригада — воинское соединение Вооружённых Сил СССР, принимавшее участие в Великой Отечественной войне.
Сокращённое наименование — 10 осбр.
Период вхождения в действующую армию: 25 мая 1942 года — 22 апреля 1943 года

## История
Бригада сформирована в период с 1 по 25 июня 1942 года в м. Гаусаны, с численным составом 3767 человек. На июль 1942 года находилась в Баку и осуществляла задачу непосредственной обороны города. К осени 1942 года находилась в Поти, 19 октября 1942 года переброшена в Туапсе на крейсере Красный Кавказ, имея в составе 3500 человек, 24 орудия и 40 тонн боеприпасов.
Участвовала в Туапсинской оборонительной операции. 22 октября 1942 года ей вместе с другими частями была поставлена задача не допустить форсирования противником Главного хребта Кавказа и контрнаступлением отбросить главную группировку за реку Пшиш, восстановить фронт армии на рубеже Сеже, реки Пшиш, Шаумяна. В период с 28 октября 1942 по 3 ноября 1942 года бригада вела наступательные бои за Перевальный, который после ожесточённых боёв был полностью очищен от врага. С 4 ноября 1942 по 26 ноября 1942 года держала оборону на занятых рубежах. 26 ноября 1942 года принимала участие в Семашховской операции, окружив и уничтожив группировку врага.
В дальнейшем принимала участие в Краснодарской наступательной операции, освобождении Краснодара,
В мае 1943 года на базе бригады создана 29-я стрелковая дивизия.

## Подчинение
- Закавказский фронт, 44-я армия — на 01.07.1942 года.
- Закавказский фронт, Северная группа войск — на 01.10.1942 года.
- Закавказский фронт, Черноморская группа войск — с середины октября 1942 года.
- Закавказский фронт, Черноморская группа войск, 18-я армия, 16-й стрелковый корпус — на 01.01.1943 года.
- Северо-Кавказский фронт, 47-я армия, 23-й стрелковый корпус — на 01.01.1943 года.

## Командиры
- Соколов, Юрий Иванович с начала формирования и по 24.08.1942
- Прокофьев, Константин Дмитриевич с 24.08.1942 по 06.10.1942.
- Литвинов, Кузьма Денисович с 07.10.1942 по 11.1942
- Лукин, Иван Яковлевич с 11.1942 по 01.01.1943.